# Sergio Basáñez
Sergio Basáñez (Poza Rica de Hidalgo, Veracruz, 4 de mayo de 1963) es un actor mexicano.

## Biografía
Inició su carrera artística en producciones de Televisa, y más tarde comenzó a trabajar para TV Azteca. Debutó en 1990 en la telenovela Amor de nadie, protagonizada por Lucía Méndez.

## Filmografía

### Telenovelas
- El maleficio (2024)[2]
- El amor invencible (2023) .... Orlando Lombardi[3]
- La herencia (2022) .... Dante Alamillo[4]
- La desalmada (2021) .... Germán Gallardo[5]
- ¿Qué le pasa a mi familia? (2021) .... Porfirio Reiner Springer[6]
- Por amar sin ley (2018-2019) .... Gustavo Soto
- Nada personal (2017).... Lucas Herrera[7]
- El Chema (2016-2017) .... Tobías Clark
- Tanto amor (2015) .... Rodaciano
- Secretos de familia (2013) .... Maximiliano Miranda
- Los Rey (2012-2013) .... Ronco Abadí
- A corazón abierto (2011-2012).....Andrés Guerra
- Secretos del alma (2008-2009).... Leonardo Santiesteban
- Amor en custodia (2005-2006).... Juan Manuel Aguirre
- La heredera (2004-2005).... Antonio Bautista Rodríguez
- Mirada de mujer, el regreso (2003).... Leonardo
- Un nuevo amor (2003) .... Santiago Mendoza
- Cuando seas mía (2001–2002) .... Diego Sánchez Serrano
- La calle de las novias (2000) .... Enrique Toledo Moret
- Catalina y Sebastián (1999) .... Sebastián Mendoza
- La mentira (1998).... Juan Fernández-Negrete
- María Isabel (1997-1998).... Gabriel
- Marisol (1996) .... Mario Suárez
- Morelia (1995-1996) .... Luis Campos Miranda
- Sueño de amor (1993) .... Mauricio Montenegro Ferrer
- Amor de nadie (1990-1991) .... Mario
- Simplemente María (1989) .... Jean Claude Carre

### Series de televisión
- Amores que engañan (2023) - Diego[8]
- Mujer, casos de la vida real
- Lo que callamos las mujeres
- Cuentos desde la cripta
- Un día cualquiera (Transgénero "historia 1")

### Películas
- Mar de fondo (2012)[9]
- Contracorriente (2006)

### Teatro
- Aventurera (1997)
- Ya mátame, por favor (2012)[10]
- Antes de morir (2014)[11]
- Un corazón normal (2014)[12]

## Premios y nominaciones

### Premios TVyNovelas
| Año  | Categoría              | Telenovela | Resultado |
| ---- | ---------------------- | ---------- | --------- |
| 1999 | Mejor actor de reparto | La mentira | Nominado  |